# Justicia (geslacht)
Justicia is een geslacht van planten uit de acanthusfamilie (Acanthaceae). De soorten komen voor in (sub)tropisch Amerika, in Afrika, (sub)tropisch Azië en in het zuidwestelijke deel van het Pacifisch gebied.

## Soorten
- Justicia abeggii Urb. & Ekman
- Justicia abscondita Champl.
- Justicia aconitiflora (A.Meeuse) Cubey
- Justicia acuta (C.B.Clarke) Fourc.
- Justicia acutangula H.S.Lo & D.Fang
- Justicia acutifolia Hedrén
- Justicia addisoniensis (Elmer) C.M.Gao & Y.F.Deng
- Justicia adenothyrsa (Lindau) T.F.Daniel
- Justicia adhaerens Wassh. & J.R.I.Wood
- Justicia adhatoda L. - Malabarnoot
- Justicia adhatodoides (E.Mey. ex Nees) V.A.W.Graham
- Justicia aequalis Benoist
- Justicia aequilabris (Nees) Lindau
- Justicia aequiloculata Benoist
- Justicia aethes Leonard
- Justicia afromontana Hedrén
- Justicia agria Alain & Leonard
- Justicia alainii Stearn
- Justicia albadenia (Rusby) Wassh. & J.R.I.Wood
- Justicia albobractea Leonard
- Justicia albovelata W.W.Sm.
- Justicia alboviridis Benoist
- Justicia alchorneeticola Champl.
- Justicia alexandri R.Atk.
- Justicia allenii (Leonard) Durkee
- Justicia almedae T.F.Daniel
- Justicia alopecuroidea T.F.Daniel
- Justicia alpina Lindau
- Justicia alsinoides Leonard
- Justicia alterniflora Vollesen
- Justicia alternifolia C.B.Clarke
- Justicia amanda Hedrén
- Justicia amazonica (Nees) Lindau
- Justicia amblyosepala D.Fang & H.S.Lo
- Justicia amherstia Bennet
- Justicia amphibola (Leonard) J.R.I.Wood
- Justicia anabasa Leonard
- Justicia anagalloides (Nees) T.Anderson
- Justicia andrographioides C.B.Clarke
- Justicia anfractuosa C.B.Clarke
- Justicia angustata Warb.
- Justicia angustiflora D.N.Gibson
- Justicia angustissima A.L.A.Côrtes & Rapini
- Justicia anisophylla (Mildbr.) Brummitt
- Justicia anisotoides J.R.I.Wood
- Justicia ankaratrensis Benoist
- Justicia ankazobensis Benoist
- Justicia anselliana (Nees) T.Anderson
- Justicia antirrhina Nees & Mart.
- Justicia antsingensis Benoist
- Justicia aphelandroides (Mildbr.) Wassh.
- Justicia aquatica Benoist
- Justicia arborescens Durkee & McDade
- Justicia arbuscula Benoist
- Justicia archeri Leonard
- Justicia arcuata Wassh. & J.R.I.Wood
- Justicia argyrostachya T.Anderson
- Justicia aristeguietae Leonard
- Justicia asclepiadea (Nees) Wassh. & C.Ezcurra
- Justicia asystasioides (Lindau) M.E.Steiner
- Justicia atacta Leonard
- Justicia atkinsonii T.Anderson
- Justicia attenuata A.L.A.Côrtes & Rapini
- Justicia attenuifolia Vollesen
- Justicia aurantiimutata Hammel & Gómez-Laur.
- Justicia aurea Schltdl.
- Justicia australis (P.G.Mey.) Vollesen
- Justicia austroguangxiensis H.S.Lo & D.Fang
- Justicia austrosinensis H.S.Lo & D.Fang
- Justicia axillaris (Nees) Lindau
- Justicia axiologa (Leonard) J.R.I.Wood
- Justicia aymardii Wassh.
- Justicia baenitzii (H.J.P.Winkl.) C.Ezcurra
- Justicia bagshawei S.Moore
- Justicia baillonii Scott Elliot
- Justicia bakeri Scott Elliot
- Justicia balansae Lindau
- Justicia balslevii Wassh.
- Justicia barapaniensis P.Soumya & Sunojk.
- Justicia baravensis C.B.Clarke
- Justicia barbata Bertol.
- Justicia barlerioides Schott ex Nees
- Justicia bartlettii (Leonard) D.N.Gibson
- Justicia baumii S.Moore
- Justicia beckii Wassh. & J.R.I.Wood
- Justicia beddomei (C.B.Clarke) Bennet
- Justicia beloperonoides Lindau
- Justicia bentii V.A.W.Graham
- Justicia bequaertii De Wild.
- Justicia betonicoides C.B.Clarke
- Justicia bicalcarata Craib
- Justicia biflora Vahl
- Justicia bitarkarae Gómez-Laur.
- Justicia bizuneshiae Ensermu
- Justicia blackii Leonard
- Justicia blechoides (Lindau) Stearn
- Justicia boaleri Hedrén
- Justicia boerhaaviifolia (Nees) T.Anderson
- Justicia boliviana Rusby
- Justicia boliviensis (Bremek.) V.A.W.Graham
- Justicia bolomboensis De Wild.
- Justicia bolusii C.B.Clarke
- Justicia bonneyana F.Muell.
- Justicia borrerae (Hemsl.) T.F.Daniel
- Justicia bracteosa (Mildbr.) Leonard
- Justicia bradeana Profice
- Justicia brandbygei Wassh.
- Justicia brandegeeana Wassh. & L.B.Sm. - Garnalenplant
- Justicia brandisii T.Anderson
- Justicia brasiliana Roth
- Justicia breedlovei T.F.Daniel
- Justicia brenesii (Leonard) D.N.Gibson
- Justicia breteleri Wassh.
- Justicia brevicaulis S.Moore
- Justicia brevipedunculata Ensermu
- Justicia brevipila Hedrén
- Justicia breviracemosa Vollesen
- Justicia brevispica Benoist
- Justicia bridsoniana Vollesen
- Justicia bruneelii De Wild.
- Justicia buchholzii (Lindau) I.Darbysh.
- Justicia buchii Urb.
- Justicia bullata (Nees) Profice
- Justicia burchellii Hiern
- Justicia buxifolia H.S.Lo & D.Fang
- Justicia cabrerae Leonard
- Justicia caerulea Forssk.
- Justicia californica (Benth.) D.N.Gibson
- Justicia calliantha Leonard
- Justicia callopsoidea Vollesen
- Justicia callothamnum (Munday) J.C.Manning & Goldblatt
- Justicia caloneura Kurz
- Justicia calyculata Deflers
- Justicia calzadillae J.R.I.Wood
- Justicia camerunensis (Heine) I.Darbysh.
- Justicia campanulata Benoist
- Justicia campechiana Standl.
- Justicia campenonii Benoist
- Justicia campii Wassh.
- Justicia campylostemon (Nees) T.Anderson
- Justicia canbyi Greenm.
- Justicia candida Benoist
- Justicia capensis Thunb.
- Justicia capitata (T.Anderson ex Hook.f.) L.H.Cramer
- Justicia caracasana Jacq.
- Justicia cardiochlamys Lindau
- Justicia cardiophylla D.Fang & H.S.Lo
- Justicia carnea Lindl. - Jacobinia
- Justicia carnosa Hedrén
- Justicia carthaginensis Jacq.
- Justicia cataractae Leonard
- Justicia catenula Champl.
- Justicia catharinensis Lindau
- Justicia caudatifolia (H.S.Lo & D.Fang) Z.P.Hao, Y.F.Deng & T.F.Daniel
- Justicia cauliflora Durkee
- Justicia ceylanica (Nees) T.Anderson
- Justicia chacoensis Wassh. & C.Ezcurra
- Justicia chaconii Gómez-Laur.
- Justicia chaetocephala (Mildbr.) Leonard
- Justicia chalaensis Vollesen
- Justicia chalmersii Lindau
- Justicia chamaephyton D.N.Gibson
- Justicia chamaeranthemoides (Kuntze) T.F.Daniel
- Justicia championii T.Anderson ex Benth.
- Justicia chapadensis S.Moore
- Justicia chapana Wassh.
- Justicia chapareensis Wassh. & J.R.I.Wood
- Justicia chaponensis Leonard
- Justicia charadrophila Leonard
- Justicia chimalapensis T.F.Daniel
- Justicia chimboracensis Wassh.
- Justicia chiriquiensis Durkee
- Justicia chlamidocalyx A.L.A.Côrtes & Rapini
- Justicia chloanantha Leonard
- Justicia chloroptera Baker
- Justicia chol T.F.Daniel
- Justicia chrysea Leonard
- Justicia chrysocoma Leonard
- Justicia chrysostephana (Hook.f.) T.F.Daniel
- Justicia chrysotrichoma (Nees) Benth. & Hook.f.
- Justicia chuquisacensis Wassh. & J.R.I.Wood
- Justicia circulibracteata Durkee & McDade
- Justicia ciriloi T.F.Daniel
- Justicia claessensii De Wild.
- Justicia clarkii Wassh.
- Justicia clausseniana (Nees) Profice
- Justicia cleomoides S.Moore
- Justicia clinopodium A.Gray ex Greenm.
- Justicia clivalis Wassh.
- Justicia coahuilana T.F.Daniel
- Justicia cobensis Lundell
- Justicia cochinchinensis Benoist
- Justicia colorata (Nees) Wassh.
- Justicia columbiensis (Leonard) V.A.W.Graham
- Justicia concavibracteata Lindau
- Justicia congestiflora Benoist
- Justicia congrua Lindau
- Justicia consanguinea (Lindau) Wassh. & C.Ezcurra
- Justicia cooleyi Monach. & Leonard
- Justicia coppenamensis Wassh.
- Justicia cordata T.Anderson
- Justicia corumbensis (Lindau) Wassh. & C.Ezcurra
- Justicia costaricana Leonard
- Justicia coursii Benoist
- Justicia cowanii Leonard
- Justicia craibii W.W.Sm.
- Justicia crassiradix C.B.Clarke
- Justicia crassiuscula (P.G.Mey.) J.C.Manning & Goldblatt
- Justicia crebrinodis Benoist
- Justicia crenata (Leonard) Durkee
- Justicia croceochlamys Leonard
- Justicia cuatrecasasii Wassh.
- Justicia cubana Alain
- Justicia cufodontii (Fiori) Ensermu
- Justicia cuicatlana T.F.Daniel
- Justicia cuixmalensis T.F.Daniel & E.J.Lott
- Justicia culubritae Urb.
- Justicia cuneata Vahl
- Justicia cuneifolia Nees & Mart.
- Justicia cuspidulata (Nees) Wassh.
- Justicia cuzcoensis Lindau
- Justicia cydoniifolia (Nees) Griseb.
- Justicia cymulifera T.F.Daniel
- Justicia cynosuroides Benoist
- Justicia cyrtantheriformis (Rizzini) Profice
- Justicia cystolithosa Leonard
- Justicia daidalea Leonard
- Justicia dalaensis Benoist
- Justicia dallarii Fiori
- Justicia damingensis (H.S.Lo) H.S.Lo
- Justicia dasycarpa Kurz
- Justicia deaurata Hammel & Gómez-Laur.
- Justicia decaryi Benoist
- Justicia decumbens Craib
- Justicia decurrens J.B.Imlay
- Justicia decurvata Hilsenb.
- Justicia decussata Roxb.
- Justicia dejecta Benoist
- Justicia delascioi Wassh.
- Justicia delicatula Scott Elliot
- Justicia dendropila T.F.Daniel
- Justicia densibracteata Durkee & McDade
- Justicia densiflora (Oerst.) V.A.W.Graham
- Justicia desertorum Engl.
- Justicia diacantha J.B.Imlay
- Justicia diclipteroides Lindau
- Justicia diminuta Benoist
- Justicia disjuncta Benoist
- Justicia dispar Merr.
- Justicia disparifolia Urb. & Ekman
- Justicia distichotricha Lindau
- Justicia distincta J.B.Imlay
- Justicia divergens (Nees) A.S.Reis, A.Gil & Kameyama
- Justicia diversifolia Jenn.
- Justicia dives Benoist
- Justicia dregei J.C.Manning & Goldblatt
- Justicia drummondii Vollesen
- Justicia dryadum Wassh. & J.R.I.Wood
- Justicia dubiosa Lindau
- Justicia dumetorum Morong
- Justicia dumosa Alain
- Justicia durangensis (Henrickson & Hilsenb.) T.F.Daniel
- Justicia dusenii (Lindau) Wassh. & L.B.Sm.
- Justicia eburnea D.N.Gibson
- Justicia edgarcabrerae T.F.Daniel, Carnevali & Tapia
- Justicia effusa D.N.Gibson
- Justicia ekakusuma Pradeep & Sivar.
- Justicia elegantissima (Lindau) Wassh.
- Justicia elegantula S.Moore
- Justicia elliotii S.Moore
- Justicia eminii Lindau
- Justicia enarthrocoma Leonard
- Justicia engleriana Lindau
- Justicia ensiflora (Standl.) D.N.Gibson
- Justicia ephemera Leonard
- Justicia equestris Benoist
- Justicia erythrantha Leonard
- Justicia euosmia Lindau
- Justicia evrardii Benoist
- Justicia excalcea Benoist
- Justicia exigua S.Moore
- Justicia exsul Benoist
- Justicia extensa T.Anderson
- Justicia falconensis Wassh.
- Justicia fanshawei Vollesen
- Justicia faulknerae Vollesen
- Justicia ferruginea H.S.Lo & D.Fang
- Justicia filibracteolata Lindau
- Justicia fimbriata (Nees) V.A.W.Graham
- Justicia flaccida Kurz
- Justicia flagelliformis C.B.Clarke
- Justicia flava (Forssk.) Vahl
- Justicia flaviflora (Turrill) Wassh.
- Justicia fleckii J.C.Manning & Goldblatt
- Justicia floribunda (K.Koch) Wassh.
- Justicia flosculosa Profice
- Justicia fortunensis T.F.Daniel & Wassh.
- Justicia francoiseana Brummitt
- Justicia fuchsiifolia Leonard
- Justicia fuentesii J.R.I.Wood
- Justicia fulvicoma Schltdl. & Cham.
- Justicia fulvohirsuta (Rizzini) Profice
- Justicia funckii Lindau
- Justicia fusagasugana Leonard
- Justicia galapagana Lindau ex B.L.Rob.
- Justicia galeata Hedrén
- Justicia gardineri Turrill
- Justicia gendarussa Burm.f.
- Justicia genistifolia Engl.
- Justicia genuflexa Nees & Mart.
- Justicia gesneriflora Rendle
- Justicia ghiesbreghtiana Lem.
- Justicia gibsoniae Bennet & Sum.Chandra
- Justicia gilbertii Vollesen
- Justicia gilliesii (Nees) Benth. & Hook.f. ex Griseb.
- Justicia gladiatotheca Champl.
- Justicia glauca Rottler
- Justicia glaziovii Lindau
- Justicia glischrantha Lindau
- Justicia glomerulata Benoist
- Justicia glutinosa (Bremek.) V.A.W.Graham
- Justicia goianiensis Profice
- Justicia gonzalezii (Greenm.) Henrickson & Hiriart
- Justicia gorongozana Vollesen
- Justicia goudotii V.A.W.Graham
- Justicia graciliflora (Standl.) D.N.Gibson
- Justicia grandifolia T.Anderson
- Justicia graphocaula J.B.Imlay
- Justicia graphophylla Leonard
- Justicia griffithii T.Anderson
- Justicia grisea C.B.Clarke
- Justicia grossa C.B.Clarke
- Justicia guerkeana Schinz
- Justicia guineensis (Heine) W.D.Hawth.
- Justicia gunnari Wassh.
- Justicia gutierrezii Leonard
- Justicia hainanensis (C.Y.Wu & H.S.Lo) N.H.Xia & Y.F.Deng
- Justicia harleyi Wassh.
- Justicia harlingii (Wassh.) Wassh.
- Justicia hassleri (Lindau) V.A.W.Graham
- Justicia hatschbachii (Rizzini) Wassh. & L.B.Sm.
- Justicia haughtii (Leonard) J.R.I.Wood
- Justicia hedrenii J.-P.Lebrun & Stork
- Justicia helonoma Leonard
- Justicia henricksonii T.F.Daniel
- Justicia hepperi Heine
- Justicia herpetacanthoides Leonard
- Justicia heterocarpa T.Anderson
- Justicia heterophylla Schltdl.
- Justicia heterosepala Benoist
- Justicia heterotricha Mildbr.
- Justicia hians (Brandegee) Brandegee
- Justicia hilaris Scott Elliot
- Justicia hilsenbeckii T.F.Daniel
- Justicia hintoniorum G.L.Nesom
- Justicia hirsuta Span.
- Justicia hochreutineri J.F.Macbr.
- Justicia hodgei Leonard
- Justicia holgueri Wassh.
- Justicia homblei De Wild.
- Justicia homoea Leonard
- Justicia hookeriana (Nees) T.Anderson
- Justicia huacanensis T.F.Daniel & V.W.Steinm.
- Justicia huambensis Hedrén
- Justicia huberi Wassh.
- Justicia huilensis (Leonard) J.R.I.Wood
- Justicia humblotii Benoist
- Justicia hunzikeri Ariza
- Justicia hygrobia Leonard
- Justicia hygrophiloides F.Muell.
- Justicia hylaea Leonard
- Justicia hylobia Leonard
- Justicia hylophila Lindau
- Justicia hyperdasya Leonard
- Justicia hyssopifolia L.
- Justicia ianthina Wassh.
- Justicia idiogenes Leonard
- Justicia ilhensis (Moric. ex Nees) A.L.A.Côrtes
- Justicia iltisii Wassh.
- Justicia imlayae B.Hansen
- Justicia inaequifolia Brummitt
- Justicia inamoena Benoist
- Justicia incana (Nees) T.Anderson
- Justicia infelix Leonard
- Justicia inficiens Vahl
- Justicia ingrata Benoist
- Justicia insolita Brandegee
- Justicia insularis T.Anderson
- Justicia internodialis B.Hansen
- Justicia involucrata (Nees) Leonard
- Justicia iochila Mildbr.
- Justicia irumuensis (Lindau) Bamps & Champl.
- Justicia irwinii Wassh.
- Justicia ischnorhachis Leonard
- Justicia israelvargasii Wassh. & J.R.I.Wood
- Justicia isthmensis T.F.Daniel
- Justicia itatiaiensis Profice
- Justicia ivohibensis Benoist
- Justicia ixodes Leonard
- Justicia ixtlania T.F.Daniel
- Justicia jacobinioides Leonard
- Justicia jacuipensis A.L.A.Côrtes & Rapini
- Justicia jamaicensis (Britton) Stearn
- Justicia jamisonii Jongkind & Vollesen
- Justicia japurensis Profice
- Justicia jitotolana T.F.Daniel
- Justicia johannae Benoist
- Justicia jujuyensis C.Ezcurra
- Justicia kampotiana Benoist
- Justicia kanal T.F.Daniel
- Justicia karroica J.C.Manning & Goldblatt
- Justicia karsticola T.F.Daniel
- Justicia kasamae Vollesen
- Justicia kempeana F.Muell.
- Justicia keriana Sweet
- Justicia kerrii J.B.Imlay
- Justicia kessleri Wassh. & J.R.I.Wood
- Justicia kiborianensis (Hedrén) Vollesen
- Justicia killipii Leonard
- Justicia kirkbridei Wassh.
- Justicia kirkiana T.Anderson
- Justicia kiwuensis Mildbr.
- Justicia kleinii Wassh. & L.B.Sm.
- Justicia kouytcheensis (H.Lév.) E.Hossain
- Justicia kucharii Hedrén
- Justicia kuestera V.A.W.Graham
- Justicia kulalensis Vollesen
- Justicia kunhardtii Leonard
- Justicia kuntzei Lindau
- Justicia kurzii C.B.Clarke
- Justicia kwangsiensis (H.S.Lo) H.S.Lo
- Justicia ladanoides Lam.
- Justicia laeta S.Moore
- Justicia lamprophylla Leonard
- Justicia lanceolata (Chapm.) Small
- Justicia lanstyakii Rizzini
- Justicia laotica Benoist
- Justicia latiflora Hemsl.
- Justicia lavandulifolia (Nees) Pohl ex Nees
- Justicia laxa T.Anderson
- Justicia lazarus S.Moore
- Justicia leikipiensis S.Moore
- Justicia lenticellata Champl.
- Justicia leonardii Wassh.
- Justicia lepida (Nees) Wassh.
- Justicia leptochlamys Leonard
- Justicia leptophylla Leonard
- Justicia leptostachya Hemsl.
- Justicia leucerythra Leonard
- Justicia leucodermis Schinz
- Justicia leucoesthes Benoist
- Justicia leucostachya (Bremek.) V.A.W.Graham
- Justicia leucothamna (Standl.) T.F.Daniel, Carnevali & Tapia
- Justicia leucoxiphus Vollesen, Cheek & Ghogue
- Justicia lianshanica (H.S.Lo) H.S.Lo
- Justicia lilloana Ariza
- Justicia lilloi (J.L.Lotti) C.Ezcurra
- Justicia linaria T.Anderson
- Justicia linearis B.L.Rob. & Greenm.
- Justicia linearispica C.B.Clarke
- Justicia lineolata Ruiz & Pav.
- Justicia linifolia (Lindau) V.A.W.Graham
- Justicia lithospermoides Lindau
- Justicia littoralis J.R.I.Wood
- Justicia lobata Benoist
- Justicia loheri C.B.Clarke
- Justicia lolioides S.Moore
- Justicia longiacuminata Rusby
- Justicia longiflora Vis.
- Justicia longii Hilsenb.
- Justicia longula Benoist
- Justicia lorata Ensermu
- Justicia loretensis Lindau
- Justicia lovoiensis Champl.
- Justicia loxensis Wassh.
- Justicia lucindae T.F.Daniel & V.W.Steinm.
- Justicia lugoi Wassh.
- Justicia lukei Vollesen
- Justicia lundellii Leonard
- Justicia luschnathii Lindau
- Justicia luzmariae T.F.Daniel, Carnevali & Tapia
- Justicia lythroides (Nees) V.A.W.Graham
- Justicia macarenensis Leonard
- Justicia macrantha Benth.
- Justicia madagascariensis Lindau
- Justicia madrensis T.F.Daniel
- Justicia magdalenensis J.R.I.Wood
- Justicia maguirei Wassh.
- Justicia maingayi C.B.Clarke
- Justicia malacophylla Leonard
- Justicia mandonii (Lindau) Wassh. & C.Ezcurra
- Justicia manserichensis Wassh.
- Justicia mariae Hedrén
- Justicia marojejiensis Benoist
- Justicia martiana (Nees) Lindau
- Justicia martinsoniana R.A.Howard
- Justicia masiaca T.F.Daniel
- Justicia matammensis (Schweinf.) Oliv.
- Justicia matogrossensis Wassh.
- Justicia maxima (Lindau) S.Moore
- Justicia maya T.F.Daniel
- Justicia mbalaensis Vollesen
- Justicia mcdowellii Wassh.
- Justicia mckenleyi Proctor
- Justicia mediocris Benoist
- Justicia medrani Henrickson & Hiriart
- Justicia megalantha Wassh. & J.R.I.Wood
- Justicia mendax (Lindau) Wassh.
- Justicia mendoncae Benoist
- Justicia mesetarum Wassh. & J.R.I.Wood
- Justicia metallica Lindau
- Justicia metallicorum S.Moore
- Justicia metallorum P.A.Duvign.
- Justicia meyeniana (Nees) Lindau
- Justicia microcarpa Ridl.
- Justicia microthyrsa Vollesen
- Justicia migeodii (S.Moore) V.A.W.Graham
- Justicia miguelii V.A.W.Graham
- Justicia minensis Profice
- Justicia minima A.Meeuse
- Justicia minutiflora Benoist
- Justicia minutifolia Chiov.
- Justicia mirabiloides Lam.
- Justicia mirandae T.F.Daniel
- Justicia mkungweensis Vollesen
- Justicia modesta (Bremek.) V.A.W.Graham
- Justicia mogandjoensis De Wild.
- Justicia mollugo C.B.Clarke
- Justicia monachinoi Wassh.
- Justicia monopleurantha (Lindau) Wassh.
- Justicia monticola (Nees) Profice
- Justicia montis-salinarum A.Meeuse
- Justicia moretiana Burm.f.
- Justicia moritziana Wassh.
- Justicia morona-santiagoensis Wassh.
- Justicia mossambicensis Lindau
- Justicia multibracteata Benoist
- Justicia multicaulis Donn.Sm.
- Justicia multinodis Benoist
- Justicia myuros Benoist
- Justicia namatophila Leonard
- Justicia namibensis J.C.Manning & Goldblatt
- Justicia nana (Nees) Lindau
- Justicia nanofrutex Champl.
- Justicia natalensis (Nees) T.Anderson
- Justicia neesiana (Nees) Wall. ex T.Anderson
- Justicia nelsonii (Greenm.) T.F.Daniel
- Justicia nematocalix Lindau
- Justicia nemorosa Sw.
- Justicia neomontana Bennet & Sum.Chandra
- Justicia nepalensis V.A.W.Graham
- Justicia nepeta S.Moore
- Justicia nervata (Lindau) Profice
- Justicia neurantha Collett & Hemsl.
- Justicia neurochlamys Leonard
- Justicia nevlingii Wassh. & T.F.Daniel
- Justicia niassensis Vollesen
- Justicia nicaraguensis Durkee
- Justicia nigerica S.Moore
- Justicia niokolo-kobae Berhaut
- Justicia nkandlaensis (Immelman) J.C.Manning & Goldblatt
- Justicia nodicaulis (Nees) Leonard
- Justicia novogaliciana T.F.Daniel
- Justicia novogranatensis Leonard
- Justicia nummulus Benoist
- Justicia nuriana Wassh.
- Justicia nuttii C.B.Clarke
- Justicia nyassana Lindau
- Justicia oaxacana (Greenm.) T.F.Daniel
- Justicia obcordata Benoist
- Justicia oblongifolia (Lindau) M.E.Steiner
- Justicia obovata Wassh. & J.R.I.Wood
- Justicia obtusicapsula Hedrén
- Justicia ochroleuca Blume
- Justicia odora (Forssk.) Lam.
- Justicia oellgaardii Wassh.
- Justicia oldemanii Wassh.
- Justicia oncodes (Lindau) Wassh. & C.Ezcurra
- Justicia onilahensis Benoist
- Justicia oranensis N.De Marco & Ter.Ruiz
- Justicia orbicularis (Lindau) V.A.W.Graham
- Justicia orchioides L.f.
- Justicia oreadum S.Moore
- Justicia oreophila C.B.Clarke
- Justicia oreopola Leonard
- Justicia ornatopila Ensermu
- Justicia ornithopoda Benoist
- Justicia orosiensis Durkee
- Justicia otophora C.B.Clarke
- Justicia ovalis Ridl.
- Justicia oxypages Leonard
- Justicia pacifica (Oerst.) Hemsl.
- Justicia palaciosii Wassh.
- Justicia pallida J.B.Imlay
- Justicia palmeri Rose
- Justicia pampolystachys Leonard
- Justicia panamense Durkee
- Justicia panarensis Wassh.
- Justicia panduriformis Benoist
- Justicia pannieri Leonard
- Justicia parabolica (Nees) Profice
- Justicia paracambi Braz
- Justicia parahyba P.L.R.Moraes
- Justicia parguazensis Wassh.
- Justicia parimensis Wassh.
- Justicia paruana Wassh.
- Justicia parvibracteata Leonard
- Justicia paspaloides Benoist
- Justicia pastazana Wassh.
- Justicia patentiflora Hemsl.
- Justicia pathanamthittiensis Remadevi & Binoj Kumar
- Justicia paucifolia T.F.Daniel
- Justicia paucinervis Benoist
- Justicia pedemontana Champl.
- Justicia pedestris Benoist
- Justicia pedicellata D.N.Gibson
- Justicia pedropalensis J.R.I.Wood
- Justicia pelianthia Leonard
- Justicia peninsularis Gómez-Laur. & Hammel
- Justicia peratanthoides Urb. & Ekman
- Justicia periplocifolia Jacq.
- Justicia petiolaris E.Mey.
- Justicia petraea Leonard
- Justicia petterssonii (Hedrén) Vollesen
- Justicia pharmacodes Leonard
- Justicia phillipsiae Rendle
- Justicia phlebodes Leonard & Gentry
- Justicia phlebophylla Leonard
- Justicia phlomoides Mildbr.
- Justicia phyllocalyx (Lindau) Wassh. & C.Ezcurra
- Justicia phyllostachys C.B.Clarke
- Justicia physogaster Lindau
- Justicia phytolaccoides Leonard
- Justicia piauhiensis (Nees) V.A.W.Graham
- Justicia pilosa (Nees) Lindau
- Justicia pilosella (Nees) Hilsenb.
- Justicia pilosocordata C.B.Clarke
- Justicia pilosula Benoist
- Justicia pilzii T.F.Daniel
- Justicia pinensis S.Moore
- Justicia pinguior C.B.Clarke
- Justicia pittieri Lindau
- Justicia platysepala (S.Moore) P.G.Mey.
- Justicia plebeia Benoist
- Justicia plectranthoides Vollesen & I.Darbysh.
- Justicia plowmanii Wassh.
- Justicia plumbaginifolia J.Jacq.
- Justicia pluriformis Wassh. & J.R.I.Wood
- Justicia poeppigiana (Nees) Lindau
- Justicia poggei Lindau
- Justicia pohliana Profice
- Justicia poilanei Benoist
- Justicia polita (Nees) Profice
- Justicia polyantha Benoist
- Justicia polygonoides Kunth
- Justicia polyneura J.B.Imlay
- Justicia polystachya Lam.
- Justicia porphyrocoma Leonard
- Justicia potamogeton Lindau
- Justicia potamophila Lindau
- Justicia potarensis (Bremek.) Wassh.
- Justicia pozuzoensis Wassh.
- Justicia prachuapensis Rueangs. & Chantar.
- Justicia preussii (Lindau) C.B.Clarke
- Justicia prevostiae Wassh.
- Justicia prietori Wassh.
- Justicia pringlei B.L.Rob.
- Justicia prominens Benoist
- Justicia protracta T.Anderson
- Justicia pseudoamazonica Lindau
- Justicia pseudohypoestes Benoist
- Justicia pseudorungia Lindau
- Justicia pseudospicata H.S.Lo & D.Fang
- Justicia pseudotenella Champl.
- Justicia puberula Immelman
- Justicia pubiflora C.B.Clarke
- Justicia pubigera (Nees) Wall. ex C.B.Clarke
- Justicia pulgarensis (Elmer) C.M.Gao & Y.F.Deng
- Justicia purpusii (Brandegee) D.N.Gibson
- Justicia pycnophylla Lindau
- Justicia pygmaea Lindau
- Justicia pynaertii De Wild.
- Justicia pyrrhostachya (Lindau) Wassh.
- Justicia quadrifaria (Nees) T.Anderson
- Justicia racemulosa Wikstr.
- Justicia radicans Vahl
- Justicia ramamurthyi Karthik. & Moorthy
- Justicia ramulosa (Morong) C.Ezcurra
- Justicia rauhii Wassh.
- Justicia readii T.F.Daniel & Wassh.
- Justicia rectiflora (Lindau) V.A.W.Graham
- Justicia refractifolia (Kuntze) Leonard
- Justicia refulgens Leonard
- Justicia reginaldii Wassh.
- Justicia regis Hedrén
- Justicia regnellii Lindau
- Justicia reisensis Rusby
- Justicia reitzii Leonard
- Justicia remotifolia Ridl.
- Justicia rendlei C.B.Clarke
- Justicia reptabunda Benoist
- Justicia reticulata Benoist
- Justicia rhodantha Benoist
- Justicia rhodesiana S.Moore
- Justicia rhodoides Leonard
- Justicia rhodoptera Baker
- Justicia rhomboidea Wassh. & J.R.I.Wood
- Justicia richardii Benoist
- Justicia richardsiae Hedrén
- Justicia rictus Benoist
- Justicia riedeliana (Nees) V.A.W.Graham
- Justicia rigens Benoist
- Justicia rigida Balf.f.
- Justicia riojana Lindau
- Justicia riopalenquensis Wassh.
- Justicia riparia Kameyama
- Justicia robertii V.A.W.Graham
- Justicia robinsonii Ridl.
- Justicia rodgersii Vollesen
- Justicia rohrii Vahl
- Justicia roigii Britton ex Alain
- Justicia romba Benoist
- Justicia roseopunctata (Ridl.) Ridl. ex S.Moore
- Justicia rothschuhii (Lindau) Durkee
- Justicia rubicunda (Hochst.) Fourc.
- Justicia rubriflora Wassh. & J.R.I.Wood
- Justicia rubropicta Benoist
- Justicia rubroviolacea Benoist
- Justicia ruiziana Lindau
- Justicia rupestris Ridl.
- Justicia rusbyana Lindau
- Justicia rusbyi (Lindau) V.A.W.Graham
- Justicia ruwenzoriensis C.B.Clarke
- Justicia rzedowskii (Acosta) T.F.Daniel
- Justicia sabulicola Benoist
- Justicia salasiae T.F.Daniel & E.J.Lott
- Justicia salicifolia Blume
- Justicia salma-margaritae Acosta
- Justicia salsola S.Moore
- Justicia salsoloides T.Anderson
- Justicia saltensis Ter.Ruiz & N.De Marco
- Justicia salvadorensis Standl.
- Justicia salviiflora Kunth
- Justicia salvioides Milne-Redh.
- Justicia sambiranensis Benoist
- Justicia sanchezioides Leonard
- Justicia sangilensis T.F.Daniel & Véliz
- Justicia santapaui Bennet
- Justicia santelisiana Acosta & T.F.Daniel
- Justicia sarapiquensis McDade
- Justicia sarmentosa (Nees) Lindau
- Justicia sarothroides Lindau
- Justicia saxatilis (Munday) J.C.Manning & Goldblatt
- Justicia scabrida S.Moore
- Justicia scandens Vahl
- Justicia scansilis (Rizzini) V.A.W.Graham
- Justicia scheidweileri V.A.W.Graham
- Justicia schenckiana Lindau
- Justicia schimperiana T.Anderson
- Justicia schneideri Leonard
- Justicia schoensis Lindau
- Justicia schomburgkiana (Nees) V.A.W.Graham
- Justicia schultesiiLeonard
- Justicia sciera Leonard
- Justicia sciota Leonard
- Justicia scortechinii C.B.Clarke
- Justicia scutifera Champl.
- Justicia scytophylla Leonard
- Justicia sebastianopolitanae Profice
- Justicia seclusa Benoist
- Justicia segoviaensis P.Soumya & Sunojk.
- Justicia sejuncta Champl.
- Justicia sellowiana Profice
- Justicia senicula Benoist
- Justicia sericea Ruiz & Pav.
- Justicia sericiflora Benoist
- Justicia serotina (P.G.Mey.) J.C.Manning & Goldblatt
- Justicia serrana Kameyama
- Justicia seslerioides S.Moore
- Justicia sessilifolia (Lindau) Wassh.
- Justicia siccanea W.W.Sm.
- Justicia silvicola D.N.Gibson
- Justicia simonisia V.A.W.Graham
- Justicia simplex D.Don
- Justicia siraensis Wassh.
- Justicia sitiens Benoist
- Justicia sivadasanii Sunil, K.M.P.Kumar & Naveen Kum.
- Justicia skutchii Leonard
- Justicia soliana Standl.
- Justicia sonorae Wassh.
- Justicia soukupii (Standl. & F.A.Barkley) V.A.W.Graham
- Justicia spartioides T.Anderson
- Justicia sphaerosperma Vahl
- Justicia spicigera Schltdl.
- Justicia spinigera Urb. & Ekman
- Justicia spinosissima Alain
- Justicia sprucei V.A.W.Graham
- Justicia squarrosa Griseb.
- Justicia stachytarphetoides (Lindau) C.B.Clarke
- Justicia stearnii V.A.W.Graham
- Justicia steinbachiorum Wassh. & J.R.I.Wood
- Justicia stellata (B.L.Rob. & Greenm.) T.F.Daniel
- Justicia stenophylla Urb. & Britton
- Justicia sterea Leonard
- Justicia stereostachya Leonard
- Justicia steyermarkii Standl. & Leonard
- Justicia stipitata Wassh. & Arroyo
- Justicia straminea D.N.Gibson
- Justicia striata (Klotzsch) Bullock
- Justicia strigilis Benoist
- Justicia striolata Mildbr.
- Justicia suarezensis Benoist
- Justicia subalternans C.B.Clarke
- Justicia subcordatifolia Vollesen & I.Darbysh.
- Justicia subcoriacea Ridl.
- Justicia subcymosa C.B.Clarke
- Justicia subpaniculata Benoist
- Justicia sulphuriflora Hedrén
- Justicia sumatrana (Miq.) Kurz
- Justicia suratensis J.B.Imlay
- Justicia symphyantha (Nees) Lindau
- Justicia syncollotheca Milne-Redh.
- Justicia takhinensis R.Atk.
- Justicia tanalensis S.Moore
- Justicia tarapotensis Lindau
- Justicia teletheca T.F.Daniel
- Justicia telloensis Hedrén
- Justicia tenera (Turrill) D.N.Gibson
- Justicia tenuiflora Ruiz & Pav.
- Justicia tenuipes S.Moore
- Justicia tenuis Merr.
- Justicia tenuissima J.B.Imlay
- Justicia tenuistachys (Rusby) Wassh. & J.R.I.Wood
- Justicia tetrasperma Hedrén
- Justicia thiniophila Ensermu
- Justicia thomensis Lindau
- Justicia thunbergioides (Lindau) Leonard
- Justicia thymifolia (Nees) C.B.Clarke
- Justicia tianguensis T.F.Daniel
- Justicia tigrina Heine
- Justicia tinctoriella Bennet & Raizada
- Justicia tobagensis (Urb.) Wassh.
- Justicia tocantina (Nees) V.A.W.Graham
- Justicia tomentosula (Urb.) Stearn
- Justicia tonduzii Lindau
- Justicia tonsa (P.G.Mey.) J.C.Manning & Goldblatt
- Justicia toroensis S.Moore
- Justicia torresii T.F.Daniel
- Justicia tranquebariensis L.f.
- Justicia tremulifolia Lindau
- Justicia trianae (Leonard) J.R.I.Wood
- Justicia trichocarpa J.B.Imlay
- Justicia trichophylla Baker
- Justicia trichotoma (Kuntze) Leonard
- Justicia tricostata Vollesen
- Justicia trifoliata Roem. & Schult.
- Justicia tristis (Nees) T.Anderson
- Justicia trivialis Benoist
- Justicia tubulosa (Nees) T.Anderson
- Justicia tukuchensis V.A.W.Graham
- Justicia turipachensis T.F.Daniel
- Justicia tutukuensis Champl.
- Justicia tuxtlensis T.F.Daniel
- Justicia uber C.B.Clarke
- Justicia udzungwaensis Vollesen
- Justicia ukagurensis Hedrén
- Justicia ulei Lindau
- Justicia umbricola Wassh. & J.R.I.Wood
- Justicia unguiculata Leonard
- Justicia unyorensis S.Moore
- Justicia upembensis Hedrén
- Justicia urophylla (Lindau) D.N.Gibson
- Justicia uvida Wassh.
- Justicia uxpanapensis T.F.Daniel
- Justicia vagabunda Benoist
- Justicia vagans Collett & Hemsl.
- Justicia valerii Leonard
- Justicia valida Ridl.
- Justicia valvata T.F.Daniel
- Justicia vasculosa (Nees) T.Anderson
- Justicia velizii T.F.Daniel
- Justicia venalis Benoist
- Justicia ventricosa Wall. ex Nees
- Justicia venulosa Ridl.
- Justicia veracruzana T.F.Daniel
- Justicia veraguensis T.F.Daniel & Wassh.
- Justicia vernalis Wassh. & J.R.I.Wood
- Justicia vicina Benoist
- Justicia vidalii C.B.Clarke
- Justicia violaceotincta Champl.
- Justicia virescens Ridl.
- Justicia virgata (Nees) T.Anderson
- Justicia viridescens (Leonard) T.F.Daniel
- Justicia viridifavescens Lindau
- Justicia vitzliputzlii Lindau
- Justicia vixspicata Lindau
- Justicia wallichii (Nees) T.Anderson
- Justicia wallnoeferi Wassh.
- Justicia wardii W.W.Sm.
- Justicia warmingii Hiern
- Justicia warnockii B.L.Turner
- Justicia wasshauseniana Profice
- Justicia wasshausenii Kottaim.
- Justicia weberbaueri (Lindau) Wassh.
- Justicia wendtii T.F.Daniel
- Justicia whytei S.Moore
- Justicia wilhelminensis Wassh.
- Justicia williamsii T.F.Daniel
- Justicia wrightii A.Gray
- Justicia wurdackii Leonard
- Justicia wynaadensis B.Heyne
- Justicia xantholeuca W.W.Sm.
- Justicia xanthostachya Leonard
- Justicia xerobatica W.W.Sm.
- Justicia xerophila W.W.Sm.
- Justicia xipotensis (Schult.) A.L.A.Côrtes & Rapini
- Justicia xylopoda W.W.Sm.
- Justicia xylosteoides Griseb.
- Justicia yhuensis Lindau
- Justicia yungensis Wassh. & J.R.I.Wood
- Justicia yunnanensis W.W.Sm.
- Justicia yurimaguensis Lindau
- Justicia yuyoensis Wassh. & J.R.I.Wood
- Justicia zamorensis Wassh.
- Justicia zamudioi T.F.Daniel
- Justicia zapoteca T.F.Daniel
- Justicia zarucchii Wassh.
- Justicia zopilotensis Henrickson & Hiriart

... · 
Acanthopsis · 
Acanthus · 
Achyrocalyx · 
Afrofittonia · 
Ambongia · 
Ancistranthus · 
Andrographis · 
Angkalanthus · 
Anisacanthus · 
Anisosepalum · 
Anisotes · 
Anomacanthus · 
Aphanosperma · 
Aphelandra · 
Ascotheca · 
Asystasia · 
Avicennia · 
Ballochia · 
Barleria · 
Barleriola · 
Blepharis · 
Borneacanthus · 
Boutonia · 
Brachystephanus · 
Bravaisia · 
Brillantaisia · 
Brunoniella · 
Calacanthus · 
Calycacanthus · 
Camarotea · 
Carlowrightia · 
Celerina · 
Cephalacanthus · 
Chalarothyrsus · 
Chamaeranthemum · 
Chileranthemum · 
Chlamydacanthus · 
Chlamydocardia · 
Chorisochora · 
Chroesthes · 
Clinacanthus · 
Clistax · 
Codonacanthus · 
Conocalyx · 
Cosmianthemum · 
Crabbea · 
Crossandra · 
Crossandrella · 
Cyclacanthus · 
Cynarospermum · 
Cyphacanthus · 
Danguya · 
Dasytropis · 
Dichazothece · 
Dicladanthera · 
Dicliptera · 
Dischistocalyx · 
Duosperma · 
Dyschoriste · 
Ecbolium · 
Echinacanthus · 
Elytraria · 
Encephalosphaera · 
Eranthemum · 
Eremomastax · 
Filetia · 
Fittonia · 
Forcipella · 
Glossochilus · 
Graphandra · 
Graptophyllum · 
Gymnostachyum · 
Gypsacanthus · 
Hansteinia · 
Haplanthodes · 
Harpochilus · 
Hemigraphis · 
Henrya · 
Herpetacanthus · 
Heteradelphia · 
Holographis · 
Hoverdenia · 
Hulemacanthus · 
Hygrophila · 
Hypoestes · 
Ichthyostoma · 
Isoglossa · 
Isotheca · 
Jadunia · 
Justicia · 
Kalbreyeriella · 
Kosmosiphon · 
Kudoacanthus · 
Lankesteria · 
Leandriella · 
Lepidagathis · 
Megalochlamys ·
Ruellia · 
Strobilanthes · 
Thunbergia · 
...